# Norra Drängsmark
Norra Drängsmark är en småort i Byske socken i Skellefteå kommun. Tätorten Drängsmark ligger 1 km söder om småorten.
I Norra Drängsmark ligger byggnadsminnet Drängsmarks vatten- och ångsåg.

## Befolkningsutveckling
| Befolkningsutvecklingen i Norra Drängsmark 1960–2015 | Befolkningsutvecklingen i Norra Drängsmark 1960–2015 | Befolkningsutvecklingen i Norra Drängsmark 1960–2015 | Befolkningsutvecklingen i Norra Drängsmark 1960–2015 | Befolkningsutvecklingen i Norra Drängsmark 1960–2015 |
| --- | ---------------------------------------------------- | ---------------------------------------------------- | ---------------------------------------------------- | ---------------------------------------------------- |
| |                                                      |                                                      |                                                      |                                                      |
| År |                                                      |                                                      | Folkmängd                                            | Areal (ha)                                           |
| 1960 | 1960                                                 |                                                      | 159                                                  | ¤                                                    |
| 1990 | 1990                                                 |                                                      | 87                                                   | 22#                                                  |
| 1995 | 1995                                                 |                                                      | 92                                                   | 22#                                                  |
| 2000 | 2000                                                 |                                                      | 72                                                   | 22#                                                  |
| 2005 | 2005                                                 |                                                      | 84                                                   | 27#                                                  |
| 2010 | 2010                                                 |                                                      | 86                                                   | 27#                                                  |
| 2015 | 2015                                                 |                                                      | 102                                                  | 46#                                                  |
| Anm.: Siffran för 1990 motsvarar den fasta befolkningen den 31 december 1990 inom det område som blev småort 1995. ¤ Som tätortsbebyggelse med 150-199 invånare # Som småort. |                                                      |                                                      |                                                      |                                                      |